# Sucker Punch (film 2008)
Sucker Punch è un film del 2008 diretto da Malcolm Martin.